# Salvatore Morelli
Salvatore Morelli (Carovigno, 1º maggio 1824 – Pozzuoli, 22 ottobre 1880) è stato uno scrittore, giornalista, patriota, politico e avvocato italiano.

## Biografia
Salvatore Morelli nacque il 1º maggio 1824 da Aurora Brandi (1797-1860) e Casimiro Morelli (1791-1847), a Carovigno. Intraprese i primi studi di indirizzo classico con l'aiuto di Don Felice Sacchi (1789-1870), arciprete di Carovigno e dei canonici Del Buono e De Castro nel seminario di Brindisi. 
Nel 1840 si trasferì a Napoli per seguire gli studi della facoltà di giurisprudenza all'Università Federico II dove si laureò col massimo dei voti nel 1844. 
Nella città partenopea frequentò salotti letterali di stampo liberale come quelli di Maria Giuseppa Guacci e Antonio Nobile.
Divenne giornalista professionista e si affiliò alla «Giovine Italia» fondata da Mazzini.
Di idee libertarie e mazziniane, nel 1848 a Brindisi entrò nella Guardia nazionale. Quello stesso anno fu arrestato e scontò dieci anni di carcere per aver bruciato l'immagine di Ferdinando II in pubblica piazza. 
Nel 1851, accusato di cospirazione, venne trasferito nel castello di Ischia, prigione per i detenuti politici, dove subì una falsa fucilazione, venne torturato e vide i suoi libri bruciati. Terminò il periodo di prigionia sull'isola di Ventotene. 
Qui esaltò la sfortunata spedizione di Carlo Pisacane a Sapri. 
A Ventotene salvò tre bambini dall'annegamento e per questo ricevette la grazia, che però rifiutò in favore di un altro detenuto, padre di numerosi figli. Rilasciato a fine pena nel 1858, fu inviato però a Lecce in soggiorno obbligato e si guadagnò da vivere come istitutore dei figli di un farmacista della città. 
Nel gennaio 1860 fu di nuovo imprigionato per alcuni mesi, avendo rifiutato un incontro con Francesco II.
Uscito dal carcere al crollo del regime borbonico, fondò a Lecce, la rivista mazziniana, ispirata alla figura di Garibaldi, Il Dittatore. Sul giornale, Morelli evidenziava le colpevoli negligenze del nuovo governo nazionale e illustrava le riforme, a suo avviso, più urgenti: decentramento, snellezza burocratica e istruzione del popolo. 
Nel 1861 fu pubblicata la sua opera più importante, seconda edizione nel 1862, terza edizione nel 1869, dal titolo definitivo La donna e la scienza o la soluzione del problema sociale, anticipatrice dell'emancipazione femminile, otto anni prima del libro di John Stuart Mill La servitù delle donne. Il testo venne tradotto in francese a Bruxelles e in inglese a Londra.
Trasferitosi definitivamente a Napoli, scrisse sul giornale dei razionalisti Il libero pensiero. Membro della massoneria fu con Federico Campanella, Domenico Angherà ed altri esponenti della corrente massonica democratica, tra i rappresentanti maschili nelle logge di adozione.
Fu deputato nel collegio di Sessa Aurunca per quattro legislature, dal 1867 al 1880. Nel 1867 presentò, primo in Europa, un progetto di legge dal titolo "Abolizione della schiavitù domestica con la reintegrazione giuridica della donna, accordando alla donna i diritti civili e politici" per la parità della donna con l'uomo, forte risposta al Codice civile italiano del 1865, che sottometteva la donna all'autorizzazione maritale.
Negli anni 1874-1875 propose un nuovo diritto di famiglia, con cento anni di anticipo rispetto a quello approvato solo nel 1975, che prevedeva l'eguaglianza dei coniugi nel matrimonio, ma anche il doppio cognome, i diritti dei figli illegittimi e il divorzio. Nel 1875 presentò, con un apposito disegno di legge, la richiesta del diritto di voto per le donne. 
Fra le sue proposte, anche l'istituzione della cremazione, l'abolizione dell'insegnamento religioso nelle scuole pubbliche e l'istituzione di una Società delle Nazioni, per preservare la pace nel mondo molto prima dell'istituzione omonima che sarebbe sorta al termine della prima guerra mondiale.
Nessuna di queste leggi venne presa in considerazione, però, nel 1877 il Parlamento italiano approvò il suo progetto di legge, "legge Morelli n. 4176 del 9 dicembre 1877", per riconoscere alle donne il diritto di essere testimoni negli atti normati dal Codice civile, come i testamenti, importante progresso per i risvolti economici e per l'affermazione del principio di capacità giuridica delle donne. 
Grazie al suo impegno, le ragazze furono ammesse a frequentare i primi due anni del Ginnasio. Propose un'istruzione moderna, gratuita e obbligatoria per tutti, tutelò i deboli e fu un fervente oppositore della pena di morte in virtù della sua esperienza vissuta in carcere e la falsa esecuzione a cui fu sottoposto.
Si batté, inoltre, contro la Legge delle Guarentigie.
Terminata bruscamente la carriera politica nel maggio 1880 e provato fisicamente e psicologicamente dal non veder riconosciuto il proprio lavoro e per la cocente sconfitta che non gli permise di essere rieletto, si ritirò a Pozzuoli dove morì in miseria, non esistendo allora indennità parlamentare, in una piccola locanda nell'ottobre dello stesso anno. La sua morte non ebbe alcun eco mediatico e la salma fu sepolta nel cimitero della città su disposizione del fratello Alberto (1826-1894). 
In un articolo di un giornale locale di Atlanta del luglio 1881, un'associazione di emancipatrici statunitensi della Georgia scrisse di lui che fosse morto il più grande difensore dei diritti delle donne nel mondo.

## Opere
- Brindisi e Ferdinando II. o il passato il presente e l'avvenire di Brindisi: quadri storici, Lecce, Tipi Del Vecchio, 1848.
- La donna e la scienza considerate come soli mezzi atti a risolvere il problema dell'avvenire, Napoli, Stab. tip. delle belle arti, 1861.
- La donna e la scienza o La soluzione del problema sociale, Napoli, Stabilimento tipografico dell'Ancora, 1863.
- I tre disegni di legge sulla emancipazione della donna, riforma della pubblica istruzione e circoscrizione legale del culto cattolico nella Chiesa, preceduti da un manifesto di Giuseppe Garibaldi, Firenze, Tip. Franco-italiana di A. De Clemente, 1867.
- Lettera politica del deputato Salvatore Morelli ai suoi elettori del collegio di Sessa Aurunca, Napoli, Stab. tipo-lit. dei fratelli de Angelis, 1868.
- La donna e la scienza o La soluzione del problema sociale, Napoli, Società Tipografico-Editrice, 1869.
- Riforme legislative proposte al Parlamento italiano dal deputato Salvatore Morelli il giorno 26 maggio 1875 per assicurare con nuove guarentigie giuridiche la sorte dei fanciulli e delle donne, S.l., s.n., 1875.
- Sulla riforma delle leggi penali con riferimento all'ordine della famiglia. Risposta del deputato Salvatore Morelli a Raffaele Conforti ministro guardasigilli, Roma, tip. Botta, 1878.
- Proposta di legge del deputato Salvatore Morelli sul divorzio svolta nella tornata dell'8 marzo 1880 e risposta del Ministro guardasigilli, Roma, Edoardo Perino, 1880.
- Sul romitorio di Belvedere, 1844.

## Convegni
- Convegno internazionale di studi su Salvatore Morelli (1824-1880). Democrazia e politica nell'Ottocento europeo, Roma-Cassino 10-12 ottobre 1990.[7]